# Un modelo para la muerte
Un modelo para la muerte es un cuento policial de B. Suárez Lynch, seudónimo de los escritores argentinos Jorge Luis Borges y Adolfo Bioy Casares. El libro fue publicado por la ficticia editorial  Oportet & Haereses, en 1946, en una tirada limitada de trescientos ejemplares.
El relato continúa con la línea de la parodia policial iniciada en Seis problemas para don Isidro Parodi y continuada en Dos fantasías memorables, en ambos casos, bajo el seudónimo de  H. Bustos Domecq.

## La obra
Un modelo para la muerte es una parodia de las narraciones detectivescas clásicas, que mantiene el estilo de Seis Problemas para don Isidro Parodi y Dos fantasías memorables.
En el comienzo hay un prólogo de H. Bustos Domecq, que cuenta cómo cedió la historia a uno de sus discípulos B. Suárez Lynch y señala varias objeciones que tiene en relación con el modo en que fue escrito el relato, al que considera lleno de fallas. 
El lenguaje barroco, la sobreabundancia de modismos populares de la época y chistes de exclusivo consumo de los autores, hace que la trama se pierda en medio del exceso de palabras. Esto contradice una característica esencial de la narrativa policial en la que la trama es lo principal. En este caso, hay un asesinato y un asesino que se basa en una historia de G.K. Chesterton, “El oráculo del perro” (publicado dentro de La incredulidad del Padre Brown) para cometerlo.
El libro fue publicado en una edición limitada (como Dos fantasías memorables, del mismo año) sin fines comerciales y para único uso de sus autores. La narración está llena de chistes y alusiones a conocidos que solo Borges y Bioy entienden y que dejan al lector afuera.
Los seudónimos B. Suárez Lynch y H. Bustos Domecq están formados por los apellidos de los bisabuelos de Borges (Suárez y Bustos) y Bioy (Lynch y Domecq). La “B” de Suárez Lynch responde a los apellidos de autores: Borges y Bioy.